# Hygroryza
Hygroryza és un gènere de plantes de la família de les poàcies. És originari de l'est d'Àsia.
Fou descrit per Christian Gottfried Daniel Nees von Esenbeck i publicat a Edinburgh New Philosophical Journal 15: 380. 1833.
El nom del gènere deriva de la paraula grega hygros ('humit') i Oryza (un gènere de la mateixa família).
El nombre cromosòmic bàsic és x = 12, amb nombres cromosòmics somàtics de 2n = 24 diploide.

## Taxonomia
- Hygroryza aristata
- Hygroryza ciliata